# 러시아 전함 타우리스 공작 포툠킨

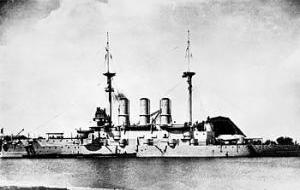
러시아 전함 타우리스 공작 포툠킨

전함 타우리스 공작 포툠킨(러시아어: броненосец, «Князь Потёмкин-Таврический»)은 러시아 제국 해군 흑해 함대의 전드레드노트급 전함이다. 러시아 혁명의 시발점이 된 1905년 6월의 선상반란이 일어났던 것으로 유명하고, 이는 세르게이 에이젠슈타인의 흑백 무성 영화 《전함 포템킨》으로도 만들어졌다.
1905년 이후에는 함명이 "판텔라이몬"으로 변경되었다. 1909년 항해 도중 러시아 잠수함을 실수로 들이받아 치몰시켰고, 1911년에도 돌아다니다가 크게 파손당했다. 제1차 세계 대전에서 러시아 제국이 오스만 제국에 전쟁을 선포한 직후에는 사리치 곶 전투에 참전했다. 1915년 초 보스포루스 해협의 해안포대에게 숱한 포격을 얻어맞고 오스만 제국의 순양전함 야부즈 술탄 셀림에게 공격당했다. 판텔라이몬과 다른 러시아 전노급함들은 간신히 야부즈 술탄 셀림 호를 격퇴했다.
1915년 초 노급전함들이 현역에 등장하자 판텔라이몬을 비롯한 전노급함들은 차례차례 퇴역했고, 1918년 세바스토폴에 예비함으로 정박했다.
1918년 5월 독일군이 세바스토폴을 점령하자 독일군의 손에 선체가 넘어갔다. 1918년 독일 제국과 연합군 사이에 휴전 협정이 조인되자 판텔라이몬은 연합군으로 넘어갔다. 1919년 영국군은 세바스토폴에서 철수하면서 볼셰비키들이 배를 탈취해 사용할 것을 우려하여 엔진을 파괴했다. 러시아 백군이 크림반도를 상실한 1920년까지도 방치되어 있었고, 마침내 1923년에 소비에트에 의해 고철 처리됨으로써 생을 마감한다.